# Perino Mod. 1908
La Perino Modello 1908 è una mitragliatrice media adottata dal Regio Esercito nella prima guerra mondiale. È stata la prima arma automatica progettata e prodotta in Italia.

## Storia
L'arma fu sviluppata dal Capo tecnico di artiglieria cavalier Giuseppe Perino a partire da una richiesta delle forze armate per una mitragliatrice a funzionamento automatico e non meccanico. Dal 1903 fu presentata alle prove tecniche di Regia Marina e Regio Esercito, insieme alla Maxim ed alla Bergmann. Necessitando di ulteriore messa a punto, nel 1906 l'esercito preferì adottare la Maxim. Il cavalier Perino sottopose nuovamente l'arma al Ministero della Guerra ed in ulteriori prove tecniche la Perino superò in affidabilità la sua rivale. Il Regio Esercito, per favorire la produzione nazionale, approvò quindi nel 1908 l'acquisto di un lotto di 150 pezzi, che furono costruiti dalla Fabbrica d'Armi di Terni e che avrebbero dovuto affiancare le Maxim.
L'arma, benché precisa e tecnicamente avanzata, si dimostrò inadatta per l'uso campale per l'eccessivo peso. L'alleggerimento del complesso con la nuova Perino Modello 1910 ed il tentativo di adattare l'arma al treppiede da 19 kg della Maxim Mod. 1911 non diede i risultati sperati in termini di stabilità di tiro ed affidabilità. A questo si aggiunga il peso politico della Fiat che dal 1910, proprio partendo dalla Perino, stava sviluppando la FIAT-Revelli Mod. 1914. In conclusione una commissione dell'esercito nel 1911 raccomandò l'interruzione dell'acquisizione dell'arma.
Le armi furono destinate alle opere fortificate in installazione fissa, fino allo scoppio della prima guerra mondiale, quando l'esercito, in attesa di completare gli organici delle sezioni mitragliatrici, destinò le Perino all'uso campale.

## Caratteristiche

Mitragliatrice Perino e serventi in azione

Il castello dell'arma è in bronzo e termina posteriormente con un'impugnatura a manopola. La canna è raffreddata ad acqua, tramite un manicotto d'ottone da 1,8 litri, collegato ad un bidone con pompa rotativa da 10 litri. Il vapore non fuoriesce liberamente da un foro superiore come nella Maxim (rendendo individuabile a distanza la postazione dell'arma), ma attraverso un tubo viene disperso a terra o rabboccato nel bidone. Il funzionamento è a lungo rinculo con ritardo d'apertura, con rinforzatore di rinculo sfruttante i gas di sparo. L'arma è camerata per la munizione Carcano 6,5 × 52 mm, la stessa del fucile Carcano Mod. 91 e quindi vantaggiosa dal punto di vista logistico. L'alimentazione avviene tramite lastrine da 20 colpi inserite lateralmente. Sul lato sinistro può essere montata una tramoggia con cinque caricatori che permettono un fuoco prolungato. Cartucce e caricatori devono essere costantemente bagnati per evitare inceppamenti. I bossoli sparati vengono reinseriti nei caricatori, che poi cadono in una sacca di tela.
L'arma, del peso di 27 kg, è incavalcata su un treppiede con sellino pesante 56 kg. La versione Perino Modello 1910 differisce proprio nel treppiede, il cui peso è ridotto a 17 kg (due in meno di quello della Maxim), oltre che per alcuni particolari produttivi del castello, prodotti in acciaio anziché in bronzo.